# 湖北算盘子
湖北算盘子（学名：Glochidion wilsonii）为大戟科算盘子属下的一个种。

## 扩展阅读
- 維基物種上的相關：湖北算盘子